# سغ (سياهو)
سغ (بالفارسية: سغ) هي قرية تقع في إيران في قسم سياهو الريفي. يقدر عدد سكانها بـ 513 نسمة .